# Utsmyckning (tango)
Utsmyckningar är i argentinsk tango olika små, estetiska rörelser som läggs till utan att störa stegrytmen eller -riktningen. Exempel är att med foten göra en liten cirkel över golvet eller att dutta med tåspetsen i golvet.